# Mahō shōjo
Mahō shōjo (魔法少女, lit. menina(s) mágica(s)) é um sub-género de anime e mangá shōjo onde um tipo de personagem feminina jovem conta com poderes mágicos. Exemplos famosos de animes dessa categoria são Sailor Moon, Cardcaptor Sakura, a franquia Pretty Cure, Guerreiras Mágicas de Rayearth e Puella Magi Madoka Magica.

Antropomorfo da Wikipedia Wikipe‑tan como majokko, o arquétipo original de mahō shōjo.

O primeiro mangá Mahō shōjo foi Sally, a Bruxita (1966) de Mitsuteru Yokoyama.

## Definição
As histórias mais famosas de mahō shōjo apresentam jovens meninas com capacidades sobre-humanas e que são forçadas a lutar contra o mal. As mahō shōjo são também conhecidas no Japão como majokko (魔女っ子, lit. menina(s) feiticeira(s)). Existe também os mahō shōnen (魔法少年, lit. menino(s) mágico(s)), facilmente identificáveis por seguirem essas mesmas características e constituem geralmente de séries shonen e shojo.

## Tipos de personagensmahō shōjo
- um ser mágico, como uma feiticeira ou um anjo, tentando funcionar no mundo "normal";
- uma garota normal a quem é oferecida um poder por um objeto mágico ou entidade;
- uma garota normal a quem é dado poder ou que tem o seu poder já existente despertado para combater forças malévolas.

## Temas e características
A mahō shōjo/garotas mágicas são personagens colegiais que em algum momento descobrem alguma ligação com a magia e passam a ter de lidar com isso em seu cotidiano. Geralmente se tornando heroínas e obtendo seus poderes através de alguma espécie de objeto encantado como um pingente, uma varinha ou um laço. Ao concentrar-se no objeto, e dizer uma frase ou comandos especiais em alguns casos, a garota atravessa uma intrincada sequência de transformação e muda para a sua forma poderosa. Um importante tema de mahō shōjo é o de aprender a concentrar os poderes e desenvolvê-los ao máximo. Equipes Ao estilo(Super Sentai) de mahō shōjo muitas vezes aprendem a combinar os seus poderes em ataques massivos e superpoderosos. Todavia, com ou sem poderes, as mahō shōjo são raramente fracas na sua forma normal, uma vez que tendem a aprender ginástica ou artes marciais para acrescentar aos seus talentos sobrenaturais.
O conceito de garotas mágicas é bastante explorado no anime Puella Magi Madoka Magica onde temos uma visão de magia mais aprofundada e vemos que cada personagem tem seu livre-arbítrio para usar seus poderes, deixando claro que a distância que divide uma pessoa entre ser uma garota mágica e uma bruxa não é algo tão distante. Fato bastante notório já que as personagens do gênero normalmente tem sua personalidades muito bem definidas.
Ocasionalmente, as mahō shōjo recebem ajuda de mahō shōnen. Estes rapazes às vezes entram em conflitos com as protagonistas, mas outras vezes mostram um interesse romântico (ou vice-versa). Outro aliado comum às heroínas é um bichinho-mascote com poderes mágicos. Estes seres raramente participam de combates; em vez disso, aconselham e ajudam a treinar as personagens no uso das suas habilidades.
As histórias de mahō shōjo tendem a ser positivas e alegres. As personagens lutam por causas idealistas como o amor, a paz, a esperança, e a beleza — nunca por vingança.  Ao formar equipes, as heroínas aprendem os valores da amizade e da cooperação. Mesmo os inimigos das mahō shōjo deixam-nas em paz durante a maior parte do tempo. São elas que perseguem os inimigos e tentam arruinar os seus planos. O gênero pode ser intrigante devido aos contrastes e conflitos que as mahō shōjo representam, apanhadas entre o masculino e o feminino, entre o infantil e o adulto, entre o fraco e o poderoso.

## Obras
Séries animadas de mahō shōjo bem conhecidas são Sailor Moon — de sentai —, Cardcaptor Sakura — que possui apenas uma protagonista — e Guerreiras Mágicas de Rayearth, as duas últimas sendo de autoria do quarteto Clamp.
Entretanto, Sailor Moon apesar de sempre lembrada como uma das mais icônicas franquias do estilo, não é propriamente uma mahō shōjo, já que apesar de Usagi Tsukino ter suas semelhanças com as típicas personagens do gênero, ela difere das demais por ser uma personagem alienígena e toda a origem de seus poderes ser extra-terrestre. Não tendo relação nenhuma com magia ou coisas do tipo.
Dentre as séries pioneiras do gênero, pode-se citar Himitsu no Akko-chan, Majokko Megu-chan, e as quatro séries clássicas do Studio Pierrot: Mahō no Tenshi Creamy Mami, Mahō no Star Magical Emi, Mahō no Yōsei Persia e Mahō no Idol Pastel Yūmi.
Existem também algumas produções estrangeiras que utilizam esse gênero tais como Winx Club (O Clube das Winx), W.I.T.C.H., LoliRock e Miraculous: As Aventuras de Ladybug, porém não são consideradas como animes e sim como pseudo-animes (Murikanimes). 

### Títulos desse gênero
- Gakuen Alice;
- Dejirio Twins;
- Chou Densetsu;
- Corrector Yui;
- Cardcaptor Sakura;
- Demashita! Powerpuff Girls Z;
- Futari wa Pretty Cure;
- Guerreiras Mágicas de Rayearth;
- Kamikaze Kaitou Jeanne;
- Mahō Shōjo Lyrical Nanoha;
- Mahō Shōjo Ikusei Keikaku;
- Mahō no Idol Pastel Yūmi;
- Mahō no Star Magical Emi;
- Mahō no Tenshi Creamy Mami;
- Mahō no Yōsei Persia;
- Mahō Shōjo Pretty Sammy;
- Mahō Shōjo Ore
- Mahō Shōjo Site
- Mahōtsukai Sally;
- Mermaid Melody Pichi Pichi Pitch;
- Mirmo Zibang!
- Shooting Startlets Musumet;
- Ojamajō Doremi;
- Okashina Okashina Anoko;
- Tokyo Mew Mew;
- Pretty Cure (PreCure);
- Puella Magi Madoka Magica;
- Sailor Moon;
- Shugo Chara!;
- Super Pig;
- Wedding Peach;
- Mahō no Princess Minky Momo.
- Codename wa Sailor V;
- Fushigi Yûgi;
- Pita Ten;
- Sugar Sugar Rune;
- Cutey Honey;
- Saint Tail;
- Super Doll Licca-chan;
- Fushigiboshi no Futagohime;
- Yūki Yūna wa Yūsha de Aru